# Provinces d'Irlande
Pour un article plus général, voir Histoire de l'organisation territoriale de l'Irlande.
Les provinces d'Irlande sont une division traditionnelle de l'île d'Irlande. Les provinces n’ont aucun caractère administratif depuis presque un millénaire, mais elles sont fondamentales à la conception ordinaire du territoire irlandais.
Les provinces sont au nombre de quatre : Ulster, Connacht, Munster et Leinster. Les trois dernières appartiennent à l'État d'Irlande, tandis que l'Ulster est divisé entre ce dernier et l'Irlande du Nord, une nation constitutive du Royaume-Uni.

## Histoire

Drapeau des Quatre-Provinces d'Irlande.

Drapeau de l'ancienne province de Mide.

Les provinces sont issues de royaumes fédérés, qui ont remplacé le système de clans, et leurs délimitations ont évolué au cours de l'histoire.
Conformément à la tradition celtique, l'Irlande était partagée en cinq royaumes, correspondant aux quatre points cardinaux et au centre. Le royaume central avait pour capitale Tara, résidence des rois suprêmes.
La province centrale qui en était issue, Mide, a été absorbée par la province de Leinster. Elle correspondait à peu près aux actuels comtés de Meath et de Westmeath. Le mot irlandais pour province, « cúige », signifie « portion » et aussi « un cinquième », reflétant le découpage original.
Le système de province a été supplanté par celui de comté depuis l'occupation par les Normands au XIIe siècle. De nos jours, les frontières des provinces ont été assimilées à celles des comtés qui les composent, ceux-ci ayant un statut légal.

## Usage actuel
Les provinces ont un certain poids dans le cadre du sport : chaque province ayant sa propre équipe de rugby à XV professionnelle, et l'Association athlétique gaélique (GAA) organise un championnat de sports gaéliques pour chacune d'entre elles.

## Liste
| Blason | Nom                   | Nom irlandais             | Superficie | Population | Densité        | Comtés | Principale ville | Carte |
| ------ | --------------------- | ------------------------- | ---------- | ---------- | -------------- | --- | ---------------- | ----- |
|        | Connacht ou Connaught | Connachta Cúige Chonnacht | 17 788 km2 | 504 121    | 28,3 hab./km2  | - Galway - Leitrim - Mayo - Roscommon - Sligo                                                                              | Galway           |       |
|        | Leinster              | Laighin Cúige Laighean    | 19 800 km2 | 2 295 123  | 115,9 hab./km2 | - Carlow - Dublin - Kildare - Kilkenny - Laois - Longford - Louth - Meath - Offaly - Westmeath - Wexford - Wicklow         | Dublin           |       |
|        | Munster               | Mumhain Cúige Mumhan      | 24 675 km2 | 1 173 340  | 47,6 hab./km2  | - Clare - Cork - Kerry - Limerick - Tipperary - Waterford                                                                  | Cork             |       |
|        | Ulster                | Ulaidh Cúige Uladh        | 24 481 km2 | 2 004 781  | 81,9 hab./km2  | Irlande : - Cavan - Donegal - Monaghan Irlande du Nord : - Antrim - Armagh - Down - Fermanagh - Londonderry/Derry - Tyrone | Belfast          |       |